# Stictoptera camerunica
Stictoptera camerunica är en fjärilsart som beskrevs av Emilio Berio 1956/57. Stictoptera camerunica ingår i släktet Stictoptera och familjen nattflyn. Inga underarter finns listade i Catalogue of Life.